# Henker, Frauen und Soldaten
Henker, Frauen und Soldaten (alternativ: Der andere Perbrandt) ist ein deutscher Spielfilm aus dem Jahre 1935 mit Hans Albers in der Hauptrolle. Das Drehbuch dazu verfassten Max W. Kimmich und Jacob Geis nach dem Roman Ein Mannsbild namens Prack von Friedrich Reck-Malleczewen (1884–1945). Er wurde von Ende Juni bis Ende August 1935 in den Bavaria-Ateliers in Geiselgasteig bei München produziert, passierte die nationalsozialistische Zensur am 11. Dezember desselben Jahres und wurde acht Tage später im Berliner Capitol-Kino uraufgeführt.

## Handlung
Rittmeister Michael von Prack, ein tollkühner Flieger des Ersten Weltkriegs, gerät 1918 in Kleinasien in britische Kriegsgefangenschaft. Bei der erstbesten Gelegenheit entkommt er jedoch mit einem englischen Flugzeug in seine ostpreußische Heimat, wo er in die Nachkriegswirren gerät. In einer Bar lernt er kurz darauf einen Hauptmann Eckau kennen, der ein Freikorps aus abgemusterten Berufssoldaten zusammenstellen und damit weiterhin gegen Russland kämpfen möchte, und schließt sich ihm an. Gleichzeitig begegnet er der attraktiven Russin Vera Iwanowna. Diese verwechselt ihn zunächst mit seinem Vetter, dem russischen General Alexej Alexandrowitsch von Prack, in den sie verliebt ist und dem er sehr ähnlich sieht. Dieser kommandiert die gegnerischen russischen Truppen. Auf der Fahrt in das eigentliche Kampfgebiet trifft Michael erneut Vera, die nicht nur Alexejs Geliebte, sondern auch eine russische Spionin ist. Obwohl sie inzwischen ihren Irrtum bemerkt hat, verbringt sie doch auch mit Michael eine Liebesnacht, ehe sie in das russische Hauptquartier zurückkehrt. Als Alexej dort erfährt, dass sie seinen ihm schon in Kindertagen verhassten Cousin getroffen hat, schwört er diesem den Tod und stellt dem Freikorps eine Falle, indem er es in einen Sumpf lockt. Hier fordert er Michael zum Duell, bei dem Alexej getötet und Michael schwer verletzt wird. Da er vor dem Kampf seine Uniformjacke abgelegt hatte, halten ihn die Russen irrtümlich für seinen Cousin, den General, und nehmen ihn mit in ihr Hauptquartier. Obwohl Vera Michael sofort wiedererkennt, gelingt es diesem, wichtige Militärgeheimnisse der russischen Truppen zu erfahren und ihnen Befehle zu erteilen, die in Wahrheit die Lage seines Freikorps verbessern. Derweil schwankt Vera zwischen Liebe und Patriotismus. Schließlich überwiegt bei ihr die Vaterlandsliebe, so dass sie sich dem russischen Kommissar anvertraut. Doch noch ehe Michael verhaftet werden kann, gelingt ihm die Flucht. Unter seiner Führung greift das Freikorps die Russen nun vom Rücken her an und schießt ihr Hauptquartier zusammen. Vera stirbt in den Trümmern, Michael kommt bei den Kämpfen ums Leben.

## Hintergründe
Mit diesem Kriegsfilm, der für Jugendliche verboten war, sollte der kriegerische Einsatz sogenannter Freikorps gerechtfertigt werden. Er wurde von der Filmprüfstelle mit dem Prädikat „künstlerisch wertvoll“ ausgezeichnet. Diese Auszeichnung wurde im Dritten Reich an Filme vergeben, die nach Meinung des Prüfers neben den schauspielerischen Darbietungen auch ästhetisch besonders gelungen waren. Auch Goebbels war von dem Streifen sehr angetan. Er notierte am 11. Dezember 1935 im Tagebuch: „ein spannender und hinreißender Film mit Albers.“ Nach 1945 wurde der Film allerdings von der Alliierten Militärregierung verboten; ob er nach dem Ende der Besatzungszeit in Deutschland noch einmal gespielt wurde, ist unklar. Der Film hat nicht der Freiwilligen Selbstkontrolle der Filmwirtschaft (FSK Film) vorgelegen, allerdings ist diese Überprüfung auch nicht zwingend erforderlich, um die Aufführung eines Films genehmigt zu bekommen.

## Kritiken
„Wie soll man einen Film wie ‚Frauen, Henker und Soldaten‘ [sic] noch rein künstlerisch betrachten, wenn die Gangsterfabel so ins Politische abgleitet? Wie apolitisch Hans Albers selbst ist, soll wohl die Doppelrolle à la Henny Porten [Anspielung auf den deutschen Spielfilm Kohlhiesels Töchter (1930)] beweisen, die den Heldenhaften gleichzeitig als Freiheitskämpfer und als Bolschewistengeneral zeigt. Was nützt die erstklassige Filmmache, wenn der Nationalsozialismus dem Ganzen seinen Stempel aufdrückt und zu beweisen versucht, daß alle Freischärler, die anno [19]18 auf eigene Faust Krieg spielten, edle Menschen sind und die Bolschewisten, mit denen Deutschland Frieden geschlossen hatte, Schurken, die hinterrücks arme Muschkoten niederknallen?! Wo steckt die Moral, wenn Albers als Kampfflieger den Gegner, dem er das Leben gerettet, niederschlägt, um ohne Landung und Benzin von Afrika nach Königsberg zu fliegen? Da trifft er dann Spieler und Schieber an, als hätte es in der Inflation nur solche Kreaturen gegeben und gar keine hungernden Menschen. Und die übliche Spionagegeschichte beginnt, die Albers-Kampfflieger gegen Albers-Sowjetgeneral kämpfen und siegen läßt. Die schwarz-weiße Technik der russischen Propagandafilme, oft gerügt und abgelehnt, feiert Triumphe – alle deutschen Freischärler sind Edelmenschen und alle Sowjetrussen hinterhältige Verbrecher. Das Ganze hat dank Johannes Meyers Regie wirklich nichts mehr mit Film zu tun, desto mehr mit Hitlers Parteiprogramm. Die beste Spannung versagt, wo der verzerrende Zweck überdeutlich wird.“